# María Pía López
María Pía López (Trenque Lauquen, provincia de Buenos Aires, 1969) es una socióloga, ensayista, escritora, docente e investigadora argentina. Su trabajo articula la sociología, la teoría política y la crítica cultural con una intensa producción intelectual y ensayística en torno a las ideas latinoamericanas, las políticas culturales, la literatura argentina y el pensamiento crítico contemporáneo. 

## Reseña biográfica

### Formación académica
María Pía López es licenciada en Sociología y doctora en Ciencias Sociales por la Universidad de Buenos Aires. Desde comienzos de la década de 1990 participa activamente en el debate intelectual argentino, integrando diversos grupos de investigación vinculados a las humanidades y las ciencias sociales. 

### Docencia e investigación
Ejerce la docencia universitaria desde 1996 Fue profesora en la carrera de Sociología de la UBA, donde dictó materias como Teoría Social Latinoamericana, Pensamiento político argentino y seminarios de doctorado. También fue docente en instituciones como el Centro de Estudios Avanzados de Córdoba (CEA), la Facultad Libre de Rosario, la Escuela Nacional de Experimentación y Realización Cinematográfica (ENERC) y el programa UBA XXI, entre otros. Actualmente dicta clases en la Universidad de Buenos Aires y en el área Cultura/Culturas del Instituto del Desarrollo Humano en la Universidad Nacional de General Sarmiento
Ha participado en diversos proyectos de investigación, entre ellos los dirigidos por Horacio González, Eduardo Grüner, Eduardo Rinesi y David Viñas. Sus trabajos han abordado figuras como Leopoldo Lugones, José Carlos Mariátegui y Victoria Ocampo, así como debates sobre la identidad nacional, el ensayo político y la crítica cultural en América Latina. 
En la actualidad, como investigadora docente dirige un grupo de investigación dentro de la UNGS enfocado a explorar los viajes de mujeres y feminidades como experiencias de desplazamiento múltiple: espacial, temporal y social. Inspirado en los planteos de Claude Lévi-Strauss en Tristes trópicos y las teorías de Judith Butler sobre el género como performance, el estudio analiza cómo estas travesías implican transformaciones subjetivas y reconfiguraciones de género, atravesadas por jerarquías sociales y raciales. A través del análisis de relatos de viaje, correspondencias y entrevistas a mujeres migrantes, se indagan las formas en que ciertas prácticas políticas interrumpen o resignifican los mandatos patriarcales, incluso cuando no se enuncian en términos de identidad sexo-genérica. El proyecto se centra en la intersección entre género, migración y política, atendiendo a las ambivalencias de la experiencia femenina y a su potencial de resistencia en contextos de desplazamiento.

## Producción escrita
Es autora de numerosos libros y ensayos que circulan tanto en el ámbito académico como en el público general. Entre sus títulos más destacados se encuentran:
- Mutantes. Trazos sobre los cuerpos (1997). Buenos Aires: Colihue. [6]
- Sábato o la moral de los argentinos (1997). En colaboración con Guillermo Korn. Buenos Aires: América Libre. [7]
- Lugones. Entre la aventura y la cruzada (2004). Buenos Aires: Colihue. [8]
- La década infame y los escritores suicidas (1930–1943) (2007). Compiladora. Buenos Aires: Paradiso.[9]
- Hacia la vida intensa. Una historia de la sensibilidad vitalista (2010). Buenos Aires: Eudeba.[10]
- No tengo tiempo (2010). Buenos Aires: Paradiso.[11]
- Habla Clara (2012). Buenos Aires: Paradiso.[12]
- Teatro de operaciones (2013). Buenos Aires: Paradiso.[13]
- Miss Once (2015). Buenos Aires: Paradiso.[14]
- Yo ya no. Horacio González: el don de la amistad (2016). Buenos Aires: Cuarenta ríos. [15]
- José Carlos Mariátegui: lo propio de un nombre (2016). Buenos Aires: Ediciones UNGS.[16]
- Desierto y nación (2017). Buenos Aires: Caterva.[17]
- Apuntes para las militancias: feminismos, promesas y combates (2019). Buenos Aires: EME Editorial.[18]
- Not One Less: Mourning, Disobedience and Desire (2020). Traducción al inglés de Ni una menos. Londres: Verso Books.[19]
- Quipu: nudos para una narración feminista (2021). Buenos Aires: EME.[20]

- Travesía: jugar con Maldón (2023). Buenos Aires: EME.[21]
- Revolución y deseo: las travesías vitales de Magda Portal y Blanca Luz Brum (2024) Universidad Pontificia de Chile.[22]

Su obra combina la reflexión teórica con una escritura ensayística que pone en tensión los vínculos entre política, cuerpo, afecto y subjetividad.

## Activismo y gestión cultural
Además de su labor académica, López ha desempeñado un papel activo en la vida cultural argentina. Fue directora del Museo del Libro y de la Lengua de la Biblioteca Nacional (2011–2015), donde promovió una programación centrada en la lengua como campo de disputa política, estética y de derechos. Fue directora del Centro Cultural de la UNGS desde 2016 y es presidenta de la FUNAS (Fundación de la UNGS) desde 2022. 
También participó en medios como Página/12, Revista Anfibia, El Ojo Mocho entre otros, y formó parte de ciclos televisivos como La caldera y La creciente en el canal Ciudad Abierta. En estos espacios abordó temas como la memoria, el feminismo, los movimientos sociales y el ensayo político. 
María Pía López es miembra fundadora del colectivo feminista Ni Una Menos, surgido en Argentina en 2015 como una respuesta colectiva frente a los femicidios y las violencias de género. Desde sus inicios, ha sido una de las voces intelectuales y activistas clave del movimiento, aportando una mirada crítica desde el pensamiento feminista latinoamericano, la sociología y la escritura ensayística. Su participación no solo se expresó en las masivas movilizaciones, sino también en la elaboración de manifiestos, intervenciones públicas y en la producción de textos fundamentales que problematizan las relaciones entre género, deseo, disidencia, trabajo, política y duelo. En este marco, su obra Apuntes para las militancias: feminismos, promesas y combates (2019) y la edición en inglés Not One Less: Mourning, Disobedience and Desire (2020) condensan muchas de las reflexiones surgidas al calor del movimiento, transformando la práctica política feminista en intervención teórica.